# L'Assiette au Beurre

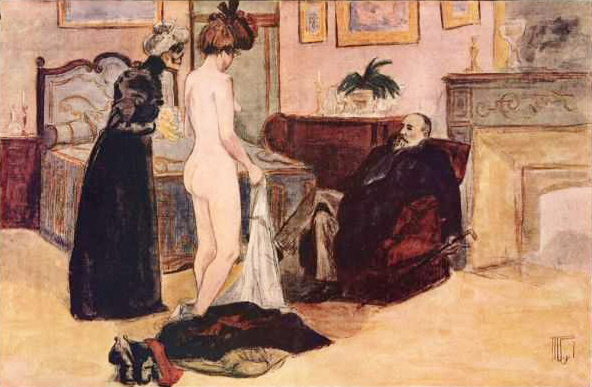
"Est-ce qu'elle vous plaît ?" (Vi piace?), illustrazione di Hermann Vogel per L'Assiette au Beurre

L'Assiette au Beurre fu una rivista francese di satira politica e sociale, la più feroce e satirica delle riviste illustrate della Belle Époque.
Uscì dal 4 aprile 1901 al 15 ottobre 1912, per un totale di 593 numeri, oltre a 7 speciali.

## Contenuti

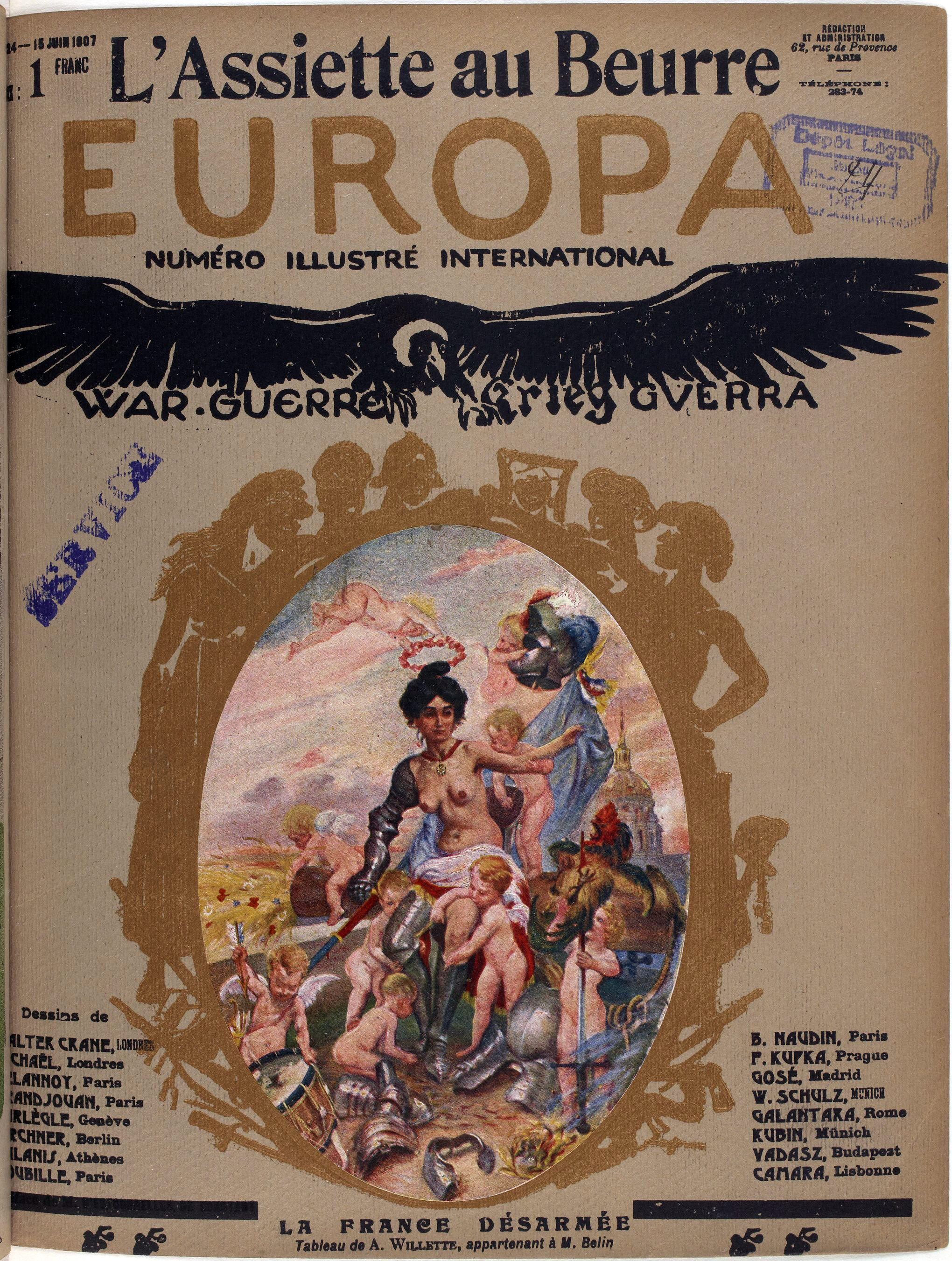
copertina de L'Assiette au beurre del 24 giugno 1907.

A differenza delle riviste illustrate del tempo, dove il rapporto parola-immagine era costantemente sbilanciato a favore della parte testuale, ne L'Assiette au Beurre questo rapporto viene completamente stravolto, relegando il testo scritto a sintetico commento dell'immagine. Ogni numero era dedicato ad uno specifico tema, a rendere la rivista quasi una collana di monografie per immagini.
Tra i temi trattati: la prostituzione, il militarismo, la religione, i monopoli, il capitalismo, le guerre, le frodi alimentari, il nazionalismo, la povertà, l'abuso sulle donne, l'alcoolismo, ma anche temi più leggeri, come i café chantant, la moda, il natale, l'amore, i musicisti, i viaggi e la parodia della classe dirigente e dei sovrani. Una vasta casistica di temi, affidati di volta in volta a un singolo illustratore, ad eccezione di qualche numero collettivo, comunque monografico.

## Illustratori

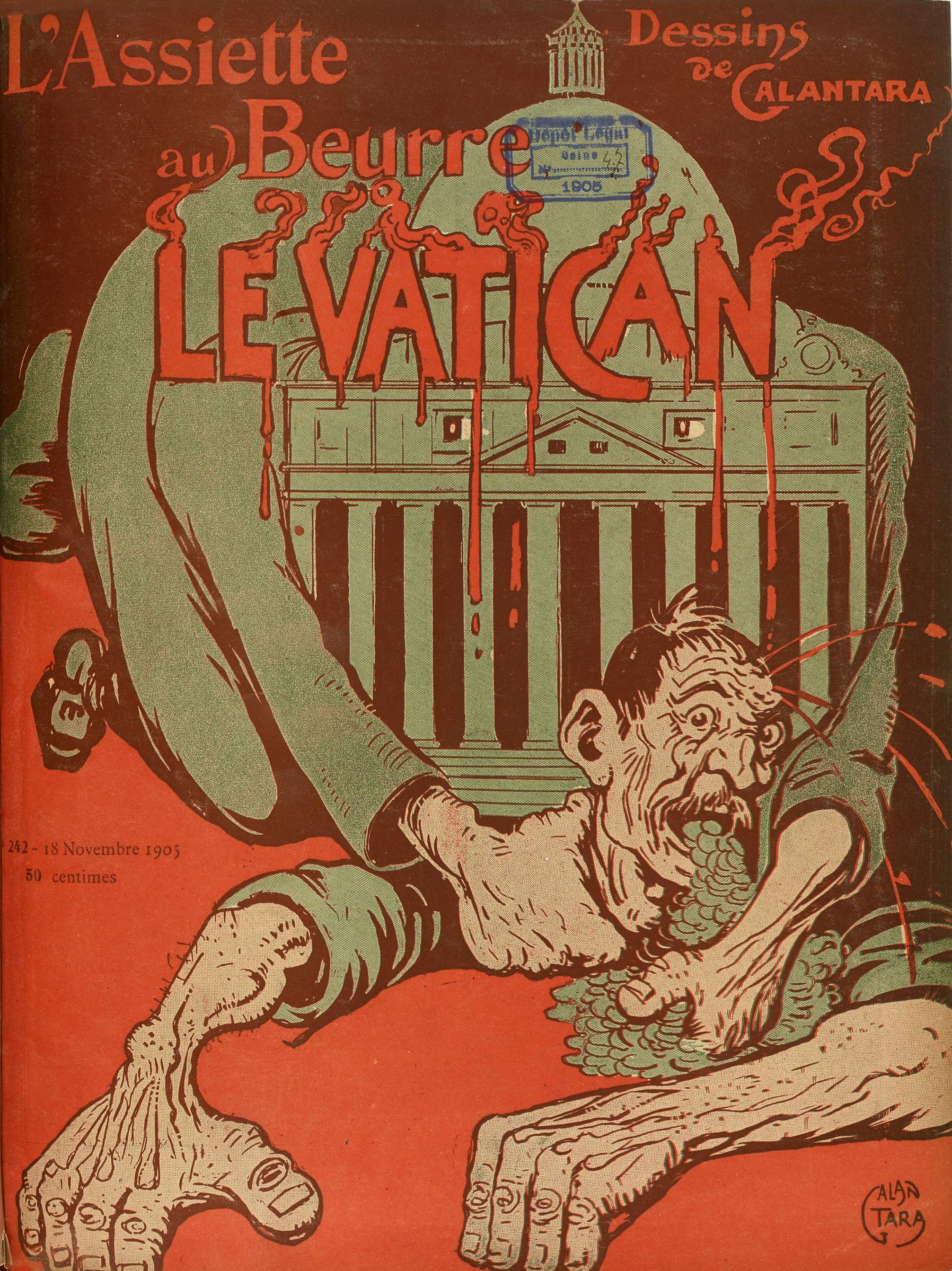
Gabriele Galantara, "Le Vatican", copertina de "L'Assiette au Beurre" del 18 novembre 1905.

Alla realizzazione dei 600 numeri pubblicati, ovvero 593 numerati più 7 speciali, collaborarono complessivamente 216 illustratori, per un totale di circa 9600 immagini appositamente realizzate. Alcuni parteciparono solo con qualche immagine ai pochi numeri collettivi; altri, invece, realizzarono almeno un intero numero della rivista, al solito con illustrazioni a piena pagina, metà delle quali a colori; altri ancora realizzarono più numeri, come nel caso di Jules Grandjouan, che con 42 numeri monografici è l'illustratore più rappresentato. Tra i numeri più noti quello realizzato da Félix Vallotton in litografia, con pagine stampate solo al recto per permettere una presentazione in singoli fogli incorniciati, come suggerito da un avviso posto in quarta di copertina. Tra gli altri illustratori, vi furono Henri Gustave Jossot, Kees Van Dongen, Félix Vallotton, František Kupka, Jacques Villon, Juan Gris, Jules Grandjouan; tra gli italiani, Umberto Brunelleschi, Ardengo Soffici, Leonetto Cappiello e Gabriele Galantara.